# تحت سوءظن (فیلم ۲۰۰۰)
تحت سوءظن (به انگلیسی: Under Suspicion) یک فیلم سینمایی آمریکایی-فرانسوی در ژانر دلهره‌آور و جنایی به کارگردانی استیون هاپکینز با بازی جین هکمن، مورگان فریمن، مونیکا بلوچی و توماس جین است. این فیلم بر اساس یک فیلم فرانسوی سال ۱۹۸۱ بنام تحت بازداشت ساخته شده‌است. فیلم در جشنواره فیلم کن ۲۰۰۰ نیز به نمایش درآمد.

## داستان
خلاصه داستان فیلم : وکیلی آمریکایی به نام «هنری هرست» به پلیس خبر می‌دهد که موقع گردش دادن سگش، جسد دختری ۱۲ ساله را کشف کرده‌است. اما بازرسان پلیس به این نتیجه می‌رسند که «هرست» برخلاف ادعایش نقشی در این ماجرا داشته و …